# پروپاتیل نیترات
پروپاتیل نیترات (به انگلیسی: Propatylnitrate) با فرمول شیمیایی C6H11N3O9 یک ترکیب شیمیایی با شناسه پاب‌کم 24606 است. که جرم مولی آن ۲۶۹٫۱۷ گرم بر مول می‌باشد. 